# Sockenplan
Sockenplan – powierzchniowa stacja sztokholmskiego metra, leży w Sztokholmie, w Söderort, w dzielnicy Enskede-Årsta-Vantör, w części Enskedefältet. Leży na zielonej linii T19, między Enskede gård a Svedmyrą. Dziennie korzysta z niej około 2 300 osób.
Stacja znajduje się na wiadukcie równolegle do Enskedevägen, na zachód od Sockenplanu. Posiada jedno wyjście zlokalizowane na rogu Sockenvägen i Sockenplanu. Stację otworzono 9 września 1951, oddano do użytku wówczas odcinek Gullmarsplan–Stureby. Posiada jeden peron.

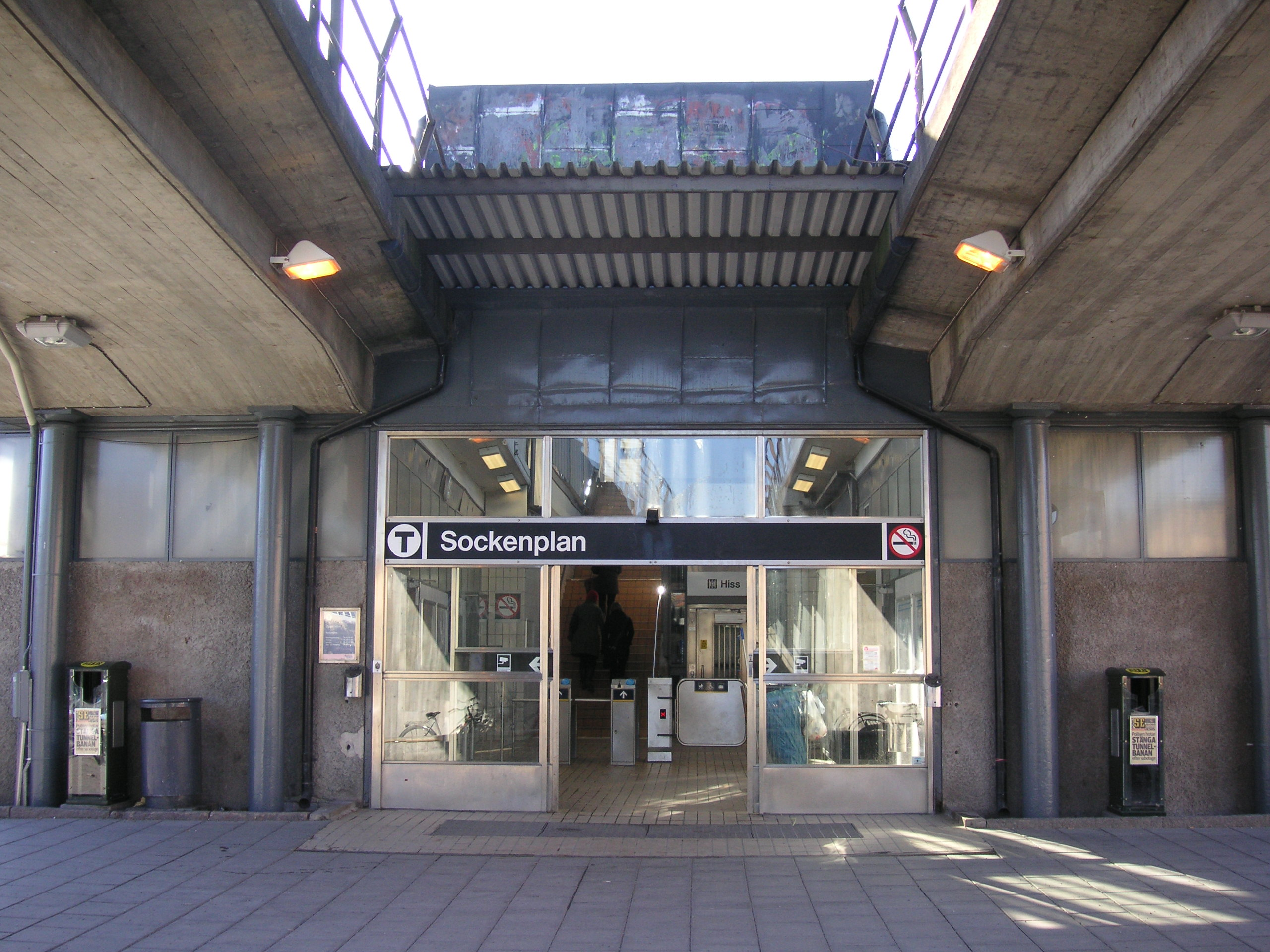
Wejście

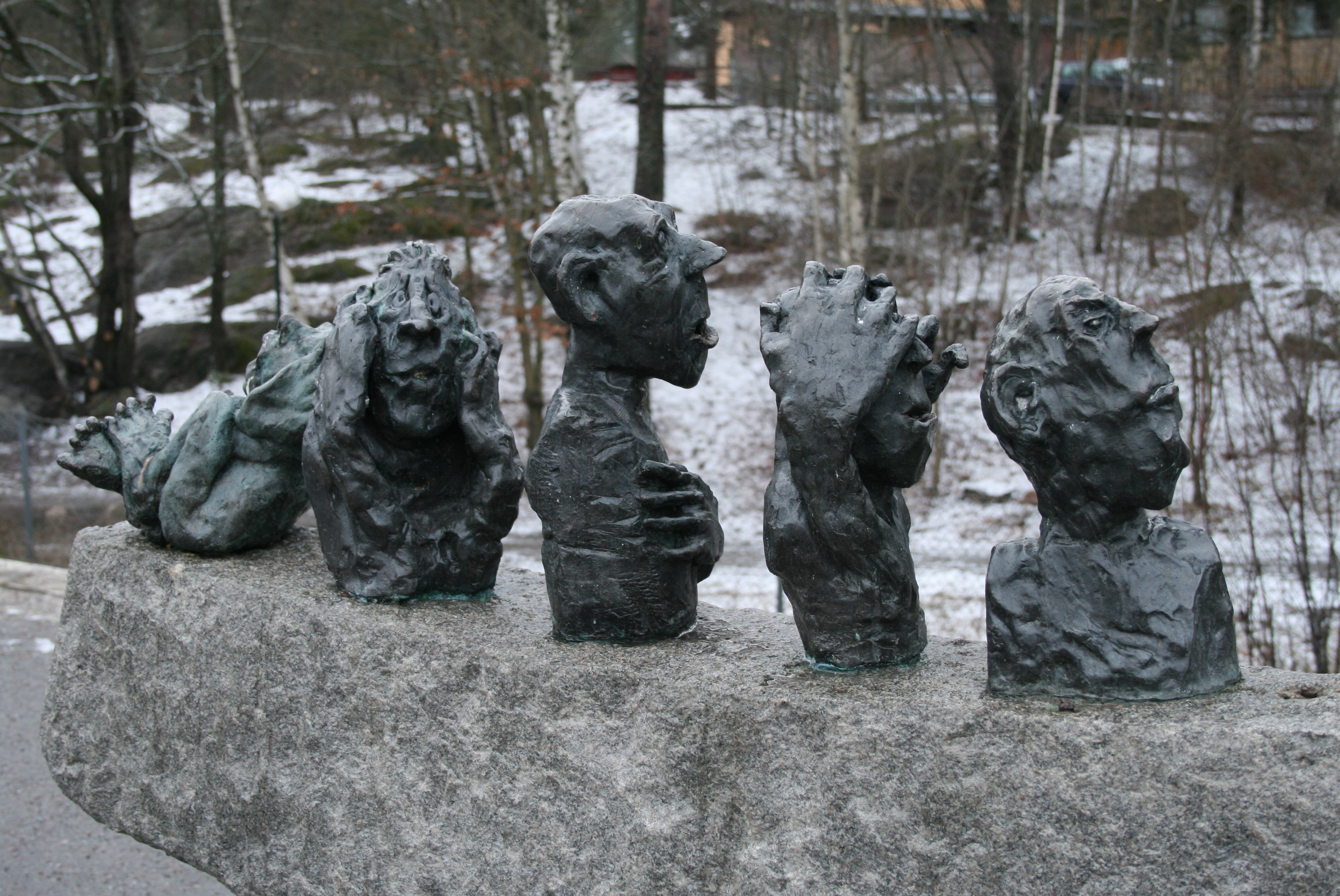
Dårarnas båt

## Sztuka
- Dårarnas båt, brązowa rzeźba, Sture Collin, 1990[3]

## Czas przejazdu
| Linia | Stacja          | Czas przejazdu | Stacja                                                    | Czas przejazdu                          |
| T19   | Hagsätra        | 10 min         | Gullmarsplan Slussen Gamla stan T-Centralen Alvik Åkeshov | 5 min 9 min 10 min 13 min 26 min 34 min |
| T19   | Hässelby strand | 45 min         | Gullmarsplan Slussen Gamla stan T-Centralen Alvik Åkeshov | 5 min 9 min 10 min 13 min 26 min 34 min |

## Otoczenie
W najbliższym otoczeniu stacji znajduje się:
- Enskede fältets skola
- Enskede idrottsplats
- Enskede gårds gymnasium
- S:t Eriks Katolska skola
- Vårflodspark
- Margaretaparken
- Hemskogen